# 周宗文 (明朝)
周宗文（1578年—17世紀），字開之，號開鴻，浙江嘉興府嘉善縣人，明朝政治人物。

## 生平
萬曆二十八年（1600年）庚子科浙江鄉試舉人，四十四年（1616年）丙辰科二甲十二名進士。工部觀政，授江西清江縣知縣，四十六年（1618年）任戊午科江西鄉試同考官。天啓二年行取貴州道監察御史，因為雙親逝世辭官，守喪期滿，天啓六年起任湖廣按察司僉事。
崇禎改元，周宗文獲起用為尚寶司卿，上表撫恤死事諸臣，疏糾李承祚等魏忠賢餘黨。因病辭官歸里，崇祯七年（1634年）再起為光祿寺少卿。數年後，廷議用為順天府府尹，被當政者阻撓，再次告病歸里。

## 事跡
江西清江縣土地貧瘠，周宗文任知縣後，建造堤防以護田。章水、貢水沿岸諸城長期遭盜賊侵害，周宗文拘捕賊首處斬，餘眾立散。
周宗文任監察御史後，廣寧失守，他上疏追究張鶴鳴延遲出兵、消極抗敵八大罪；北京落雹，他又上疏請求扶陽抑陰，誠摯指出君子小人消長之道，沒有回音。朝廷議論紅丸案，歸罪方從哲、李可灼、崔文昇，因此忤逆崔呈秀。
周宗文個性仁厚而操守堅定之概，魏大中死在獄中，他為魏大中經營後事，武進何士晉名列黨籍，帶著二子投靠，他也讓侄女嫁給二人。

## 親屬
曾祖周浦，祖周鑑，父周成章。母姜氏。具庆下。弟宗武、宗旦、宗泰、宗闳、宗孝、宗義。娶李氏。子周觐光。有子周震藻，清順治乙未進士。從侄周振瑗，清康熙甲辰進士。

## 引用
1. ↑  《萬曆庚子科同年序齿録》：周宗文，字開之，號，治書经，行。戊寅年四月二十七日生。嘉兴府嘉善县民籍。县学生。曾祖浦，祖鑑，父成章。母姜氏。具庆下。弟宗武、宗旦、宗泰、宗闳、宗孝、宗義。娶李氏。子觐光。鄉試第五十二名。住西門外。
2. 1 2  《南明史·卷三十二·列傳第八》：（周）宗文，字開鴻，嘉興人。萬曆四十四年進士。授清江知縣。拊循疲瘠，築隄捍章，貢諸水。邑素苦盜，廉得其魁，捕斬以徇，餘悉解散。遷貴州道御史。廣寧陷，糾張鶴鳴緩師玩寇八大罪。京師大雹，疏請扶陽抑陰，惓惓以君子小人消長之道為言。不報。議紅丸，歸獄方從哲、李可灼、崔文昇，因忤崔呈秀。憂歸。服闋，轉湖廣僉事。
3. ↑  《南明史·卷三十二·列傳第八》：崇禎改元，入為尚寶卿。請恤死事諸臣，糾李承祚等附璫，引疾歸。再起光祿少卿。久之，廷議用為京尹，為當國所抑，復引疾歸。秉性仁厚而有特立之概。魏大中死獄，為經營其家事，武進何士晉名在黨籍，以其二子來奔，以從女妻之。
4. 1 2  《嘉禾徵獻錄·卷十九》：周宗文，字開鴻，一字開之，嘉善人。萬厯庚子舉人，丙辰進士。知清江縣，拊循疲瘠，築隄以捍。章、貢鈐江諸水邑素苦盜，廉得其魁，捕斬以狥，餘悉解散。戊午，充本省同考。行取貴州道御史。時廣寧已失守，糾兵部尚書張鶴鳴緩師玩寇。京師大雨雹，疏請扶陽抑陰惓惓以君子小人消長之道為言不報。議紅丸歸獄方從哲、李可灼、崔文昇，忤崔呈秀，以艱歸。例轉湖廣僉事。崇禎改元，起尚寶卿，請卹死節諸臣，糾李承祚等附璫。引疾歸。再起光祿少卿。久之，廷議用為京尹，為柄國者所抑，復引疾歸。宗文秉性仁厚，而有特立之㮣。同邑魏大中死獄中，為經營其家事。武進何士晉名在黨籍，其二子來奔，以姪女妻之，周卹備至。有子宸藻。宸藻，字質菴，順治戊子舉人，乙未進士。選庶吉士。宸藻從弟振瑗，順治戊子舉人，康熙甲辰進士，安邑知縣。